# Didier Agathe
Pour les articles homonymes, voir Agathe.
Didier Agathe est un footballeur français né le 16 août 1975 à Saint-Pierre de La Réunion.
Formé comme attaquant au Montpellier HSC, il fait l'essentiel de sa carrière au Celtic FC comme milieu de terrain droit. Il remporte avec ce club le championnat d'Écosse en 2001, 2002 et 2004 ainsi que la Coupe d'Écosse en 2001, 2004 et 2005.

## Biographie
Didier Agathe rejoint le centre de formation du Montpellier HSC en 1992. Jouant au poste d'attaquant, il dispute lors de cette saison deux rencontres avec l'équipe réserve. Lors de la saison 1996-1997, il est prêté à l'Olympique d'Alès qui évolue alors en National et dispute vingt-neuf rencontres pour quatre buts marqués. De retour dans son club formateur, il se blesse gravement et rentre à La Réunion pour sa convalescence,. Il fait sa première apparition en équipe première lors de la Coupe Intertoto 1997 en disputant la rencontre face au Gloria Bistriţa en phase de groupe de la compétition puis la saison suivante dispute deux rencontres de championnat avec le MHSC, la première, lors de la 30e journée disputé au Stade Abbé-Deschamps, face à l'AJ Auxerre. Il entre en jeu à la 57e minute de la rencontre en remplacement de Didier Thimothée et les deux équipes se séparent sur un match nul deux buts partout.
Non conservé par le MHSC, Didier Agathe rejoint en août 1999 les Raith Rovers, club de deuxième division écossaise. Deux jours après sa signature, il inscrit un triplé contre Airdrie United puis en octobre reçoit le prix du joueur du mois. À cette période, il apparaît dans le film Un but pour la gloire de Michael Corrente où il joue un joueur des Glasgow Rangers.
Après avoir inscrit sept buts en championnat en trente rencontres, Didier Agathe rejoint la saison suivante le Hibernian FC pour un contrat de trois mois. Il inscrit quatre buts pour le club pour ses quatre premiers matchs et plusieurs clubs anglais, dont Charlton Athletic, Bradford City et Sheffield Wednesday, s’intéressent à ses performances.
Deux mois après son arrivée au club, Didier Agathe refuse de signer un contrat de deux ans avec le club et s'engage alors avec le Celtic FC pour 50 000 livres. Il devient rapidement titulaire sur le flanc droit de l'équipe et en fin de saison remporte le championnat ainsi que la coupe. La saison suivante, il se blesse à un ligament au mois de novembre et doit attendre trois mois avant de retrouver les terrains. Il remporte avec le Celtic son second titre de champion en fin de saison. Membre important de l'équipe avec Henrik Larsson et Paul Lambert, il atteint en 2003 la finale de la Coupe UEFA. Opposés au FC Porto, les joueurs du Celtic égalisent à un partout grâce à Henrik Larsson sur un centre de Didier Agathe, mais doivent cependant s'incliner trois à deux dans les prolongations. En février 2004, l'Allemand Berti Vogts, le sélectionneur écossais, pense à le prendre en équipe nationale mais renonce devant l'hostilité du public et des joueurs écossais. De nouveau champion d’Écosse en 2004 et de la Coupe en 2004, Didier Agathe reçoit des propositions de Valencia CF et de la Juventus FC mais est déclaré intransférable par l'entraîneur Martin O'Neill. Avec l'arrivée de Gordon Strachan comme entraîneur, sa situation au club change et, il perd sa place de titulaire après une blessure, il quitte alors le club en février 2006,.
Didier Agathe effectue alors de nombreux essais notamment avec Blackburn Rovers en juillet 2006 puis en août avec le Torino FC. En septembre 2006, il signe à Aston Villa où il retrouve son entraîneur du Celtic Glasgow Martin O'Neill. Il dispute six rencontres avec le club sans jamais être titulaire. Son contrat expire en janvier 2007. Il effectue d'autres essais en mars 2007 avec Leicester City puis en juillet de la même année avec Nottingham Forest mais tous s’avèrent non concluants. Il retourne alors à La Réunion et s'engage avec la JS Saint-Pierroise dont il devient ensuite président en 2008, saison où le club remporte le championnat, quatorze ans après son dernier titre. Il démissionne de son poste en décembre en raison de problèmes internes au club. À la même période, il crée une académie des sports pour de jeunes joueurs de La Réunion et de Madagascar,.
Son jubilé a lieu le 27 juin 2009 au Stade de l'Est en présence de Samuel Eto'o, Guillaume Hoarau, Ashley Cole et de nombreux anciens coéquipiers du Celtic Glasgow, Chris Sutton, Alan Thompson, Stilian Petrov, Lubomir Moravcik et Dianbobo Baldé.
Il annonce le 20 décembre 2009 son intention d'être tête de liste pour les élections régionales de 2010. 3e de la liste menée par Éric Magamootoo, la liste ne réalise que 4,9 % des voix et il n'est pas élu.

## Palmarès
Didier Agathe dispute 161 rencontres pour 20 buts marqués en championnat d’Écosse. Sous les couleurs du Celtic Glasgow, il remporte le championnat en 2001, 2002 et 2004 et termine vice-champion en 2003 et 2005. Il gagne également avec le club écossais la Coupe d'Écosse en 2001, 2004 et 2005 et est finaliste de la Coupe UEFA en 2003.

## Statistiques
Le tableau ci-dessous résume les statistiques en match officiel de Didier Agathe durant sa carrière de joueur professionnel,,.
| Saison                | Club                    | Championnat           | Championnat | Championnat | Coupe nationale | Coupe nationale | Coupe de la Ligue | Coupe de la Ligue | Compétition(s) continentale(s) | Compétition(s) continentale(s) | Compétition(s) continentale(s) | Total | Total |
| Saison                | Club                    | Division              | M.          | B.          | M.              | B.              | M.                | B.                | Comp.                          | M.                             | B.                             | M.    | B.    |
| 1996-1997             | Olympique d'Alès (prêt) | National              | 29          | 4           | -               | -               | 1                 | 1                 | -                              | -                              | -                              | 30    | 5     |
| 1997-1998             | Montpellier HSC         | Division 1            | -           | -           | -               | -               | -                 | -                 | CI                             | 1                              | 0                              | 1     | 0     |
| 1998-1999             | Montpellier HSC         | Division 1            | 2           | 0           | -               | -               | -                 | -                 | -                              | -                              | -                              | 2     | 0     |
| 1999-2000             | Raith Rovers            | First Division        | 30          | 7           | 1               | 0               | 1                 | 0                 | -                              | -                              | -                              | 32    | 7     |
| juil-sept 2000-2001   | Hibernian               | Premier League        | 5           | 4           | -               | -               | 1                 | 0                 | -                              | -                              | -                              | 6     | 4     |
| sept-juin 2000-2001   | Celtic FC               | Premier League        | 27          | 3           | 6               | 0               | -                 | -                 | C3                             | 2                              | 0                              | 35    | 3     |
| 2001-2002             | Celtic FC               | Premier League        | 20          | 1           | 3               | 0               | 1                 | 0                 | C1                             | 8                              | 1                              | 32    | 2     |
| 2002-2003             | Celtic FC               | Premier League        | 27          | 0           | -               | -               | 2                 | 0                 | C1+C3                          | 1+10                           | 0+0                            | 40    | 0     |
| 2003-2004             | Celtic FC               | Premier League        | 27          | 5           | 5               | 0               | -                 | -                 | C1+C3                          | 8+6                            | 1+0                            | 46    | 6     |
| 2004-2005             | Celtic FC               | Premier League        | 16          | 0           | 2               | 0               | 1                 | 0                 | C1                             | 5                              | 0                              | 24    | 0     |
| 2005-2006             | Celtic FC               | Premier League        | 4           | 0           | -               | -               | -                 | -                 | -                              | -                              | -                              | 4     | 0     |
| sept-jan 2006-2007    | Aston Villa             | Premier League        | 5           | 0           | -               | -               | 1                 | 0                 | -                              | -                              | -                              | 6     | 0     |
| Total sur la carrière | Total sur la carrière   | Total sur la carrière | 192         | 24          | 17              | 0               | 7                 | 1                 | -                              | 41                             | 2                              | 257   | 27    |